# Bachelle Automobile Company
Bachelle Automobile Company war ein US-amerikanischer Hersteller von Automobilen.

## Unternehmensgeschichte
Otto von Bachelle war Elektroingenieur. Ab 1900 stellte er mehrere Elektroautos her. Der Markenname lautete Bachelle. Erst 1903 gründete er die Bachelle Automobile Company. Im gleichen Jahr endete die Produktion.

## Fahrzeuge
Zwei separate Elektromotoren trieben die Hinterräder an. Die Reichweite war mit 56 km angegeben. Die Karosseriebauform Stanhope ist überliefert.